# Filmrevyn
Filmrevyn är en svensk film från 1921 med regi och manus av Ivar Johansson.
Filmen utgörs av teckningar gjorda av Nils Melander, vilka kommenterar aktuella händelser i Sverige under 1921. Den premiärvisades under nyårsvakan 1921 på biograf Odéon i Stockholm och visades därefter i Bristol och London.

### Fotnoter
1. 1 2  ”Filmrevyn”. Svensk Filmdatabas. http://sfi.se/sv/svensk-filmdatabas/Item/?itemid=3523&type=MOVIE&iv=Basic&ref=/templates/SwedishFilmSearchResult.aspx?id%3d1225%26epslanguage%3dsv%26searchword%3dfilmrevyn%26type%3dMovieTitle%26match%3dBegin%26page%3d1%26prom%3dFalse. Läst 8 maj 2013.